# Acropyga lauta
Acropyga lauta é uma espécie de formiga do gênero Acropyga, pertencente à subfamília Formicinae.